# Dorycera maculipennis
Dorycera maculipennis är en tvåvingeart som beskrevs av Macquart 1843. Dorycera maculipennis ingår i släktet Dorycera och familjen fläckflugor. Inga underarter finns listade i Catalogue of Life.